# Breguet 905 Fauvette
Dimensions
Le Breguet Br 905 Fauvette est un planeur monoplace de compétition en classe standard, conçu et fabriqué en France à partir de la fin des années 1950. Cinquante exemplaires ont été construits, mais la plupart restent au sol après un accident structurel en 1969. Il en reste quelques-uns en état de vol.

## Conception et développement
Après les succès du Breguet 901 aux championnats du monde de vol à voile de 1954 et 1956, Jean Cayla a conçu le 905 pour le championnat 1958. C'est un planeur de Classe Standard de 15 m d'envergure. Comme son prédécesseur, le 905 est un monoplan à aile médiane cantilever mais sa structure contient du plastique armé de fibre de verre, davantage de mousse plastique et de moins en moins d'entoilage. Il est aussi muni d'un empennage papillon. L'aile, vue en plan, est trapézoïdale, avec des bouts d'aile carrés terminés par de petits saumons. La composante structurelle majeure est le longeron principal, complété par un caisson de torsion jusqu'au bord d'attaque coffré avec un sandwich formé de deux couches de contreplaqué de 0,6 mm autour d'une mousse plastique (Klegecell). Les ailerons et les aérofreins Schempp-Hirth sont fixés sur cette boîte de torsion. L'ensemble de l'extrados et les parties externes de l'intrados sont coffrés en contreplaqué supporté par un doublage interne en Klegecell. Le reste est entoilé. Les ailerons à fente occupent les 45 % extérieurs du bord de fuite de l'aile. Il n'a pas de volets. Chaque aile complète pèse 34 kg,.
Le fuselage de la Fauvette est construit en trois parties. Le nez, avec une coque en mousse plastique sur une structure en acier contient le poste de pilotage avec un siège peu incliné. Il est fermé par une haute verrière monobloc qui donne à la Fauvette un profil un peu bossu. La partie centrale dispose également d'un châssis en acier, recouvert par une coque moulée en polystyrène. Les ailes, le poste de pilotage et les deux côtés du fuselage sont fixés sur ce châssis. Derrière le poste de pilotage, la partie supérieure du fuselage est formée d'un carénage en polystyrène qui se raccorde à la forme conique de la partie arrière du fuselage fabriquée en sandwich contreplaqué/mousse plastique. L'empennage en V est formé de deux plans trapézoïdaux. Les surfaces fixes sont en sandwich contreplaqué/mousse, les surfaces mobiles sont entoilées. La Fauvette se pose sur une roue fixe et un sabot de queue.
Le Type 905 Fauvette vole pour la première fois le 15 avril 1958.

## Breguet 906 Choucas
Breguet a aussi conçu et construit une version biplace de la Fauvette, le 906 Choucas. Le Choucas, qui vole pour la première fois le 26 octobre 1959, est plus grand et plus lourd que la Fauvette, avec 18 m d'envergure, une longueur de 8 m et un poids à vide de 245 kg. En 1962, une production de 100 pièces est envisagée mais la commande est annulée, et un seul Choucas construit.
Nettement supérieur au Wassmer WA-30 Bijave et à l'aile volante AV-22 il est logiquement déclaré vainqueur le premier janvier 1961 du marché d'état pour le emplacement des anciens biplaces (Caudron C.800 et Castel C-25S). Les sociétés Scintex et Wassmer sont envisagées pour réaliser la production en série. Wassmer refuse et lance la production du Bijave. À la suite de l'annulation de la commande de Breguet 765 Sahara la maison Breguet est mise en faillite et supprime son département planeur.

## Historique opérationnel
Le 905 participe aux Championnats du Monde de vol à voile de Leźno en Pologne en 1958 comme prévu, mais il n'a pu rééditer le succès précédent de Breguet, et se contente de la 9e place sur 24 en classe Standard. Il est piloté par Camille Lebar. La Fauvette est appréciée par ceux qui l'ont pilotée, avec des commandes souples un bon taux de roulis et un bon comportement général.
Breguet dimensionne la ligne de production pour une cinquantaine de planeurs. Tous sont livrés à des clients dans plusieurs pays européens et en Amérique du Nord avant la fin janvier 1961. La Fauvette est disponible prête à voler ou en kit. Quelques-unes sont livrées à des privés en 1959. Par exemple, le 12 juin 1959 Tony Goodhart établit un nouveau record britannique de distance avec 617 km dans sa Fauvette. Le 5ème prototype participe également aux Championnats Nationaux Italiens.
En octobre 1962, à la suite de plusieurs incidents les Fauvette sont interdites de vol jusqu'à l'application d'une consigne de navigabilité portant sur le renforcement de la poutre arrière par 4 lisses.
Le 11 août 1969, une Fauvette perd sa queue pendant un remorquage, tuant le pilote. Les enquêteurs constatent que le collage entre le fuselage et l'empennage a cédé, et ce type de planeur est interdit de vol définitivement le 19 septembre 1969. Malgré une modification étudiée pour renforcer le collage la plupart des Fauvette ne volerons plus. Le renforcement ajoutait 32 kg. Des quelques exemplaires modifiés, certains restent enregistrés. En 2010, cinq Fauvette sont enregistrées sur les registres européens des aéronefs civils et il y en avait deux au Royaume-Uni en 2012.
En 2019, sont inscrits au registre français de l'aviation civile : neuf 905 S, deux 905 SA et un 905 SLB .

## Variantes
Données issues de Breguet production
905
Un Prototype.
905PS
Planeurs de présérie. trois construits.
905S
Planeurs de série. 42 construits prêts à voler ou en kit.
905SA
Trois construits.
905BM
Un construit.
906 Choucas
Plus grand, version biplace. Un seul construit.